# Jean-David Morvan

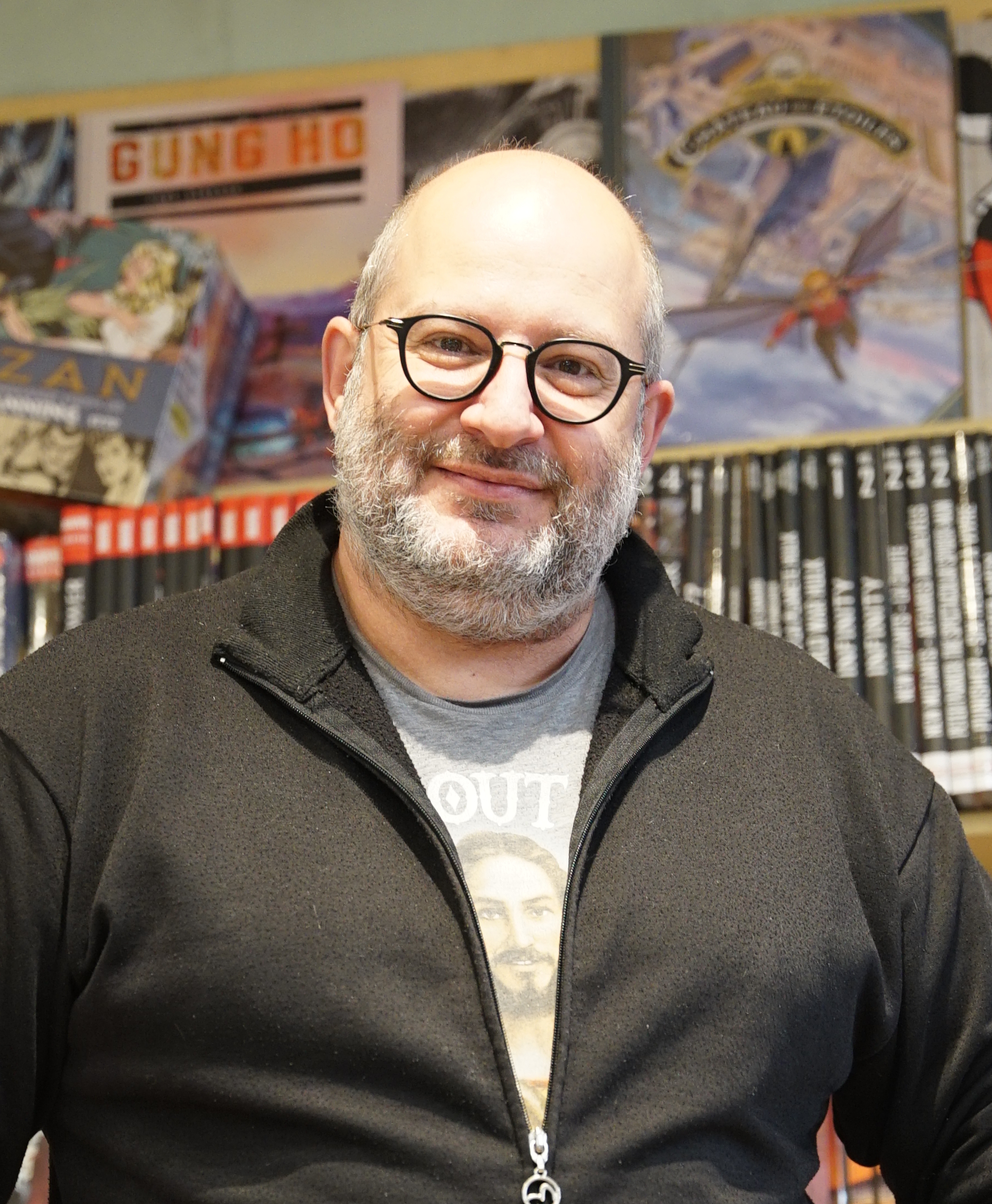
Jean-David Morvan (2020)

Jean-David Morvan (* 28. November 1969 in Reims) ist ein französischer Comicautor.

## Leben
Jean-David Morvan studierte ab 1989 in Brüssel an der Hochschule für bildende Künste Comiczeichnen und spezialisierte sich zunächst auf das Zeichnen von Szenarien. Bereits 1993 war er bei seinem ersten Album eflets perdus (Diable à quatre) nur noch als Autor tätig, die Zeichnungen stammten von Sylvain Savoia. 1994 veröffentlichte der Verlag Zenda Horde mit Zeichnungen von J.J. Whamo. Im gleichen Jahr begann er mit Sylvain Savoia und Philippe Buchet an den Arbeiten für die Serie Nomad.
Anschließend fertigte er mehrere One Shots, darunter, Les Préhistos … tôt ou tard mit Ketchup bei Art Scénic (1997), die zwei Bunker-Baby-Doll-Ausgaben mit F. Jarzaguet bei Zenda (Coka, 1997 und Le Serment d’Hypocrite, 1998), La Quête des réponses mit Philippe Buchet bei Delcourt (1998), Tutti Frutti für Trantkat bei Delcourt (1999), A l’eau! mit G. Matouba bei éditions le Cycliste (2000), La Mandiguerre für S. Tamiazzo bei Delcourt (2001) und Sept secondes mit G. Paret bei Delcourt.
Nach den Serien Troll und Sillage arbeitete er für die neuen Abenteuer von Spirou und Fantasio, die seit 2004 nach mehrjähriger Pause bei Dupuis erscheinen, mit José Luis Munuera zusammen. Die Geschichten sind im traditionellen Semi-Funny-Stil gehalten, der deutliche stilistische Anleihen bei Mangas aufweist. Jean-David Morvan und José-Luis Munuera würdigen mit ihren Spirou-Geschichten nicht nur Franquin, sondern auch die anderen Autoren der Serie, indem sie beispielsweise auf die erste Spirou-Episode von Rob-Vel anspielen oder Jean-Claude Fourniers Figur Itoh Kata in die Geschichte einbinden.
Seit 2010 ist Morvan als Autor der Comicreihe Wakfu Heroes zur MMORPG-Serie Wakfu tätig. Neben ihm arbeiten Tot und Adrián an den Comics, die ab November 2010 auf Deutsch Tokyopop erscheinen.
Zwischen 2021 und 2024 erschien die dreibändige Graphic novel Madeleine, résistante über das Leben der Widerstandskämpferin Madeleine Riffaud, deren erster Band 2022 mit dem Prix René Goscinny ausgezeichnet wurde.

## Werke
- Bunker Baby Doll, Band 1 bei Splitter, 1999
- Troll (O.G. Boiscommun/Jean-David Morvan/Joann Sfar), bei Delcourt seit 1996, dt. Band 1 und 2 bei Splitter, 1997–2000 sowie Gesamtausgabe in drei Büchern bei Finix Comics, 2013–2014
- Sir Pyle (Jean-David Morvan/José Luis Munuera), bei Editions Soleil seit 1999
- Nomad, Band 1–5 bei Kult, 1995–2000
- Merlin (Jean-David Morvan (seit 2002)/José Luis Munuera), bei Editions Soleil seit 2000, dt. seit 1999 bei Carlsen
- Sillage (Jean-David Morvan/José Luis Munuera/Philippe Buchet), bei Delcourt seit 1998, dt. seit 1999 bei Carlsen
- Nävis (Jean-David Morvan/José Luis Munuera), bei Delcourt seit 2004, dt. 2005/2006 bei Carlsen, seit 2014 bei Finix Comics
- Les Chroniques de Sillage (Jean-David Morvan/José Luis Munuera/Philippe Buchet/Bengal), bei Delcourt seit 2004, dt. Die Chroniken von Sillage, seit 2005 bei Carlsen
- Spirou und Fantasio (Jean-David Morvan/José Luis Munuera, Band 45–48), bei Dupuis seit 2004, dt. seit 2005 bei Carlsen
- Mon année (Jean-David Morvan/Jirō Taniguchi), bei Dargaud seit 2009
- Wakfu Heros (Jean-David Morvan/Tot/Adrián), bei Ankama Éditions seit 2010
- Cartier-Bresson, Deutschland 1945, (Jean-David Morvan/Sylvain Savoia), 2016 bei Dupuis, dt. bei Bahoe Books 2020
- Muhammad Ali, Kinshasa 1974 (Jean-David Morvan/Rafael Ortiz). Mit zahlreichen Fotografien des Magnum-Fotografen Abbas. Bahoe Books, Wien 2021, ISBN 978-3-903290-47-1
- Zus. mit Dominique Bertail (Zeichnungen), Madeleine Riffaud: Madeleine, résistante, Vol. 1: La rose dégoupillée, Dupuis, Paris 2021, ISBN 979-10-347-4275-2. Vol. 2: L'édredon rouge, Dupuis, Paris 2023, ISBN 979-10-347-4802-0. Vol. 3: Les nouilles à la tomate, Dupuis, Paris 2024, ISBN 979-10-347-5966-8.
  - dt. Ausgabe: Madeleine, die Widerständige (Graphic novel)
    - Bd. 1: Die entsicherte Rose, übersetzt von Annika Wisniewski, avant-Verlag, Berlin 2022, ISBN 978-3-96445-080-7.
    - Bd. 2: Das rote Federbett, übersetzt von Marcel Le Comte, avant-Verlag, Berlin 2024, ISBN 978-3-96445-112-5.